# Carlo Pastrana
Dan Carlo Pastrana (* 9. Mai 2005 in Manila) ist ein philippinischer Eishockeyspieler, der seit 2022 bei Manila Bay Lightning in der philippinischen Liga spielt.

## Karriere
Carlo Pastrana begann seine Karriere bei den Manila Bearcats in der philippinische Eishockeyliga. Seit 2022 ist er für Manila Bay Lightning aktiv.

### International
Im Juniorenbereich nahm Pastrana mit dem philippinischen Team an der IIHF Ice Hockey U20 Asia and Oceania Championship 2022 teil.
Für die philippinische Nationalmannschaft spielte Pastrana erstmals bei der Weltmeisterschaft 2023 in der Division IV, als der Aufstieg in die Division III gelang.

## Erfolge und Auszeichnungen
- 2023 Aufstieg in die Division III, Gruppe B, bei der Weltmeisterschaft der Division IV